# Трепівська сільська рада
| Трепівська сільська рада — колишній орган місцевого самоврядування у Знам'янському районі Кіровоградської області з адміністративним центром у с. Трепівка. Сільській раді підпорядковані населені пункти: - с. Трепівка - с. Долино-Кам'янка - с. Зелений Гай - с. Копані - с. Новотрепівка - с. Спасо-Мажарівка - с. Топило |

### Колишні населені пункти
- Мотронівка
- Червона Кам'янка

## Склад ради
Рада складається з 18 депутатів та голови.

### Керівний склад ради
| ПІБ                                | Основні відомості                                            | Дата обрання | Дата звільнення |
| ---------------------------------- | ------------------------------------------------------------ | ------------ | --------------- |
| Самсоненко Олександр Олександрович | Сільський голова, 1975 року народження, освіта, безпартійний | 26.03.2006   | 31.10.2010      |
| Долинко Юрій Олексійович           | Сільський голова, 1961 року народження, освіта вища.         | 31.10.2010   |                 |

Примітка: таблиця складена за даними джерела

## Населення
Згідно з переписом УРСР 1989 року чисельність наявного населення сільської ради становила 2621 особа, з яких 1160 чоловіків та 1461 жінка.
За переписом населення України 2001 року в сільській раді мешкало 2487 осіб.

### Мова
Розподіл населення за рідною мовою за даними перепису 2001 року:
| Мова       | Відсоток |
| ---------- | -------- |
| українська | 95,78 %  |
| російська  | 2,98 %   |
| молдовська | 0,97 %   |
| білоруська | 0,12 %   |
| вірменська | 0,12 %   |